# Marcus Ericsson
Marcus Thorbjörn Ericsson (pronunciación en sueco: /ˈmǎr:kɵs ˈtuːr:bjøːɳ ˈêːrɪk:sɔn/; Kumla, Suecia; 2 de septiembre de 1990) es un piloto de automovilismo sueco. Compitió en la Fórmula 1 entre 2014 y 2018, para Caterham y Sauber. Desde 2019 corre en la IndyCar Series. Allí ha logrado cuatro victorias y once podios, destacándose las 500 Millas de Indianápolis de 2022, además del segundo puesto en 2023. Desde el año 2024 corre con el equipo Andretti Global.

## Carrera

### Karting
Marcus nunca se planteó ser piloto de carreras, su familia no tenía el dinero suficiente para sustentar una posible carrera en monoplazas y dedicó su infancia a pensar en otras cosas. Pero en 2000 comenzó a competir en el karting, logrando el tercer puesto al año siguiente de la MKR Series Formula Micro sueca. En 2003 ganaría la Fórmula Mini de las MKR Series, dando el salto al año siguiente a las competiciones de mayor cilindrada y saboreando lo que era competir en Europa.

### Fórmula BMW
El expiloto sueco Kenny Bräck convenció a Richard Dutton, quien dirigió a Bräck en el Campeonato Británico de Fórmula 3 en 1989, para competir con Ericsson por su desafío de título Fórmula Motorsport 2007 en la Fórmula BMW del Reino Unido. Ericsson dijo sobre sus posibilidades durante la temporada: "Pensaba que debería estar entre los ocho primeros para empezar, intentando llegar a los podios y quizás ganar antes de fin de año. La primera victoria de Ericsson llegó en la primera reunión de la serie en Brands Hatch. donde ocupó el tercer lugar en la primera carrera y ganó desde la pole position en la segunda carrera. Después de su victoria, Ericsson fue descrito por Autosport como "el mejor talento joven" que Bräck había visto. Ericsson estaba en la carrera por el título toda la temporada, desafiando al checo Josef Král y al británico Henry Arundel. Al final Ericsson, de 16 años, ganó el título por 40 puntos con Kral, convirtiéndose en el campeón final de la serie británica de Fórmula BMW antes de la fusión de la serie con la serie alemana hacer un campeonato europeo

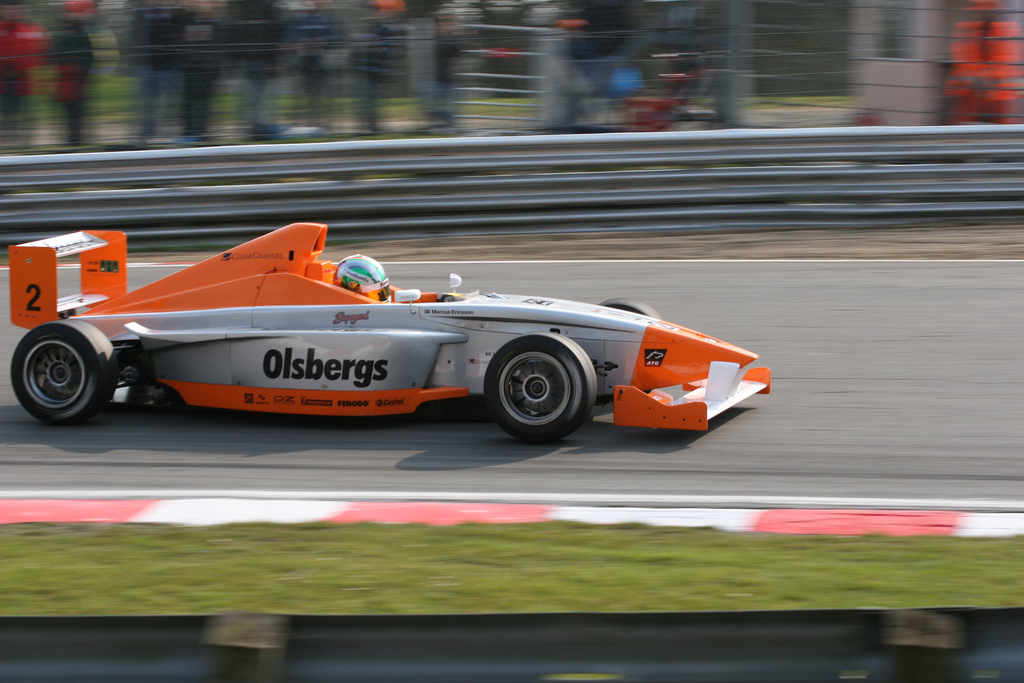
Ericsson ganó su segunda carrera en la Fórmula BMW en el circuito de Brands Hatch.

### Fórmula 3
Después de su victoria del título de la Fórmula BMW, Ericsson comenzó a aspirar a un asiento en la Fórmula 3. Continuaron las pruebas con el equipo británico de Fórmula 3 Räikkönen Robertson Racing como parte de su premio por ganar el título ese año. Después, Ericsson tuvo una prueba con el equipo ASM de la Fórmula 3 Euroseries , más tarde ART Grand Prix. A pesar de una oferta para unirse a ASM, Ericsson optó por permanecer en Inglaterra y unirse al equipo británico de Fórmula 3 de Fortec. Ericsson consiguió dos poles y un varios podios, pero no victorias, lo que le dio el quinto lugar en el campeonato.
Durante el invierno de 2008, Ericsson firmó un contrato con el equipo japonés F3 TOM'S para competir a tiempo completo en el campeonato de la próxima temporada. Ericsson dijo que era más probable que ganara la experiencia necesaria para ganar el Gran Premio de Macao en comparación con competir más en el campeonato británico. Ericsson ganó el campeonato japonés de F3 y también ganó carreras al hacer apariciones como invitado en la F3 británica. En consecuencia, participó en el Gran Premio de Macao donde se clasificó en la pole position y terminó la carrera principal en la cuarta posición

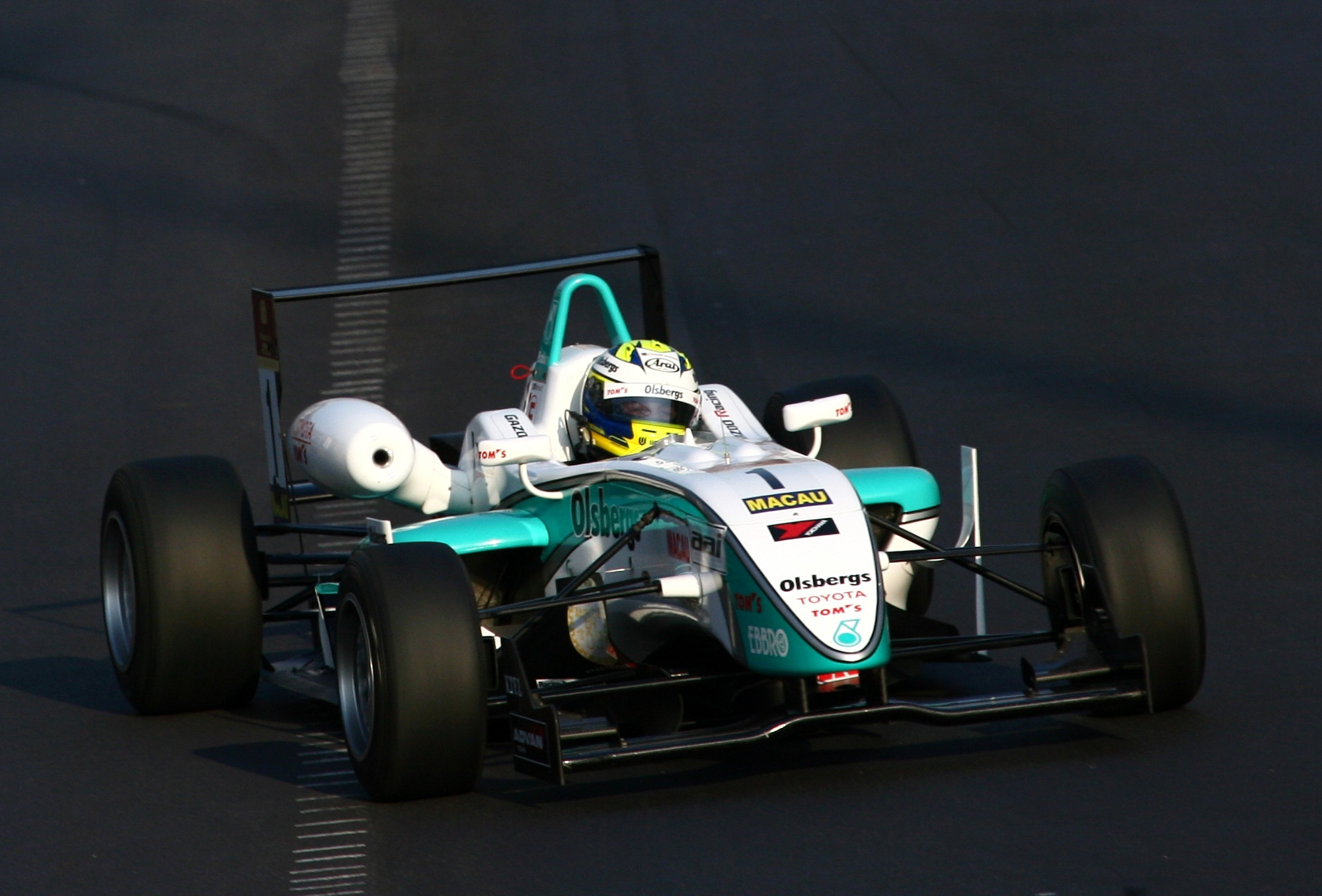
Ericsson pilotando para TOM'S en el Gran Premio de Macao de 2009 donde acabó en cuarta posición.

### GP2 Series
Comenzó a competir en GP2 en 2010, con Super Nova Racing. Sólo pudo puntuar tres veces, pero una de esas ocasiones fue una victoria en Valencia. Al año siguiente corrió para iSport International, logrando dos podios (3º lugar), un cuarto puesto y dos quintos. Repitió con el mismo equipo en 2012, y obtuvo su segunda victoria y 4 podios más; y en 2013 tuvo un rendimiento similar con DAMS.

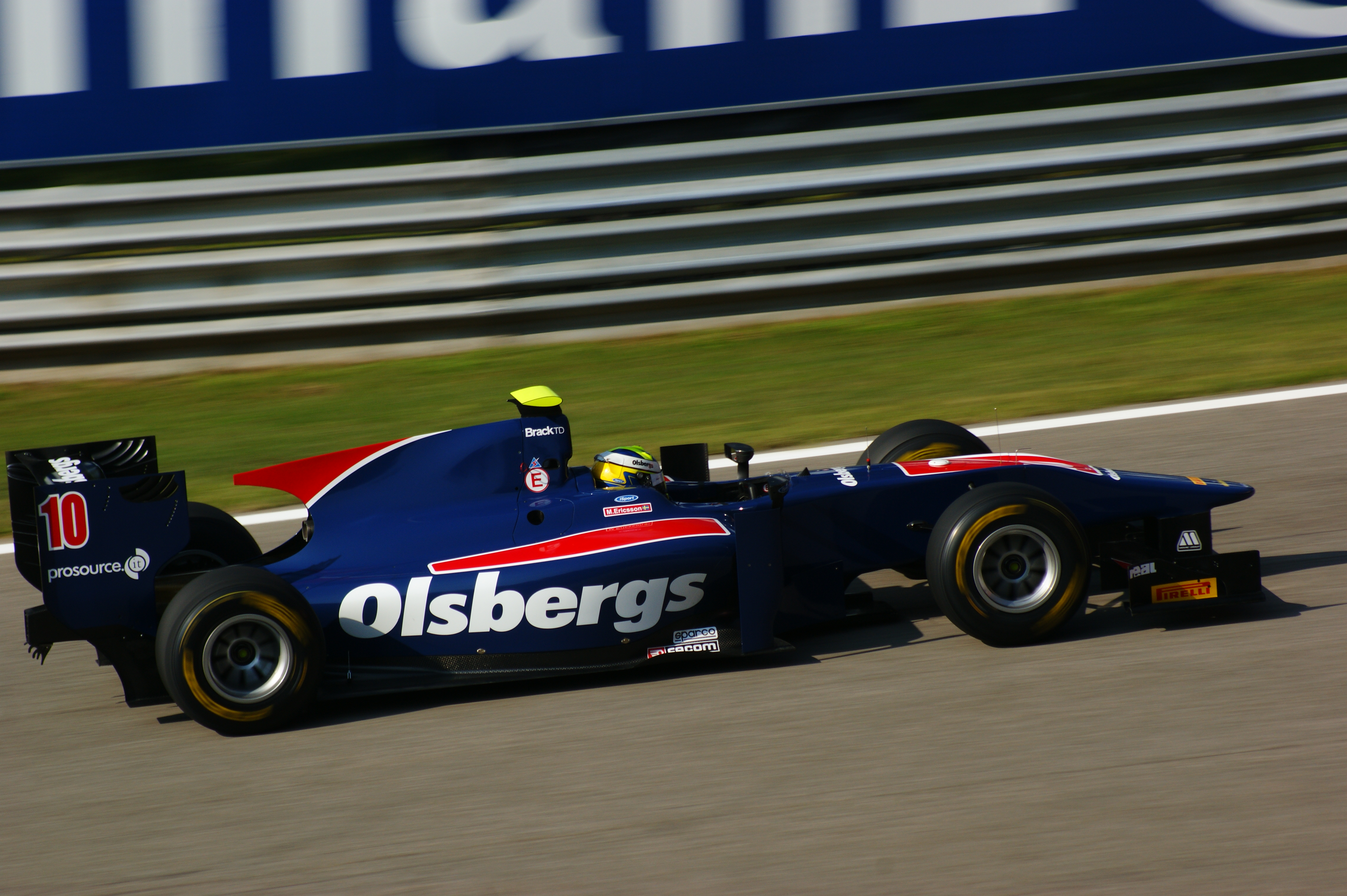
Ericsson conduciendo para el equipo iSport en 2011 en el circuito de Monza en la GP2.

### Fórmula 1

#### Caterham (2014)

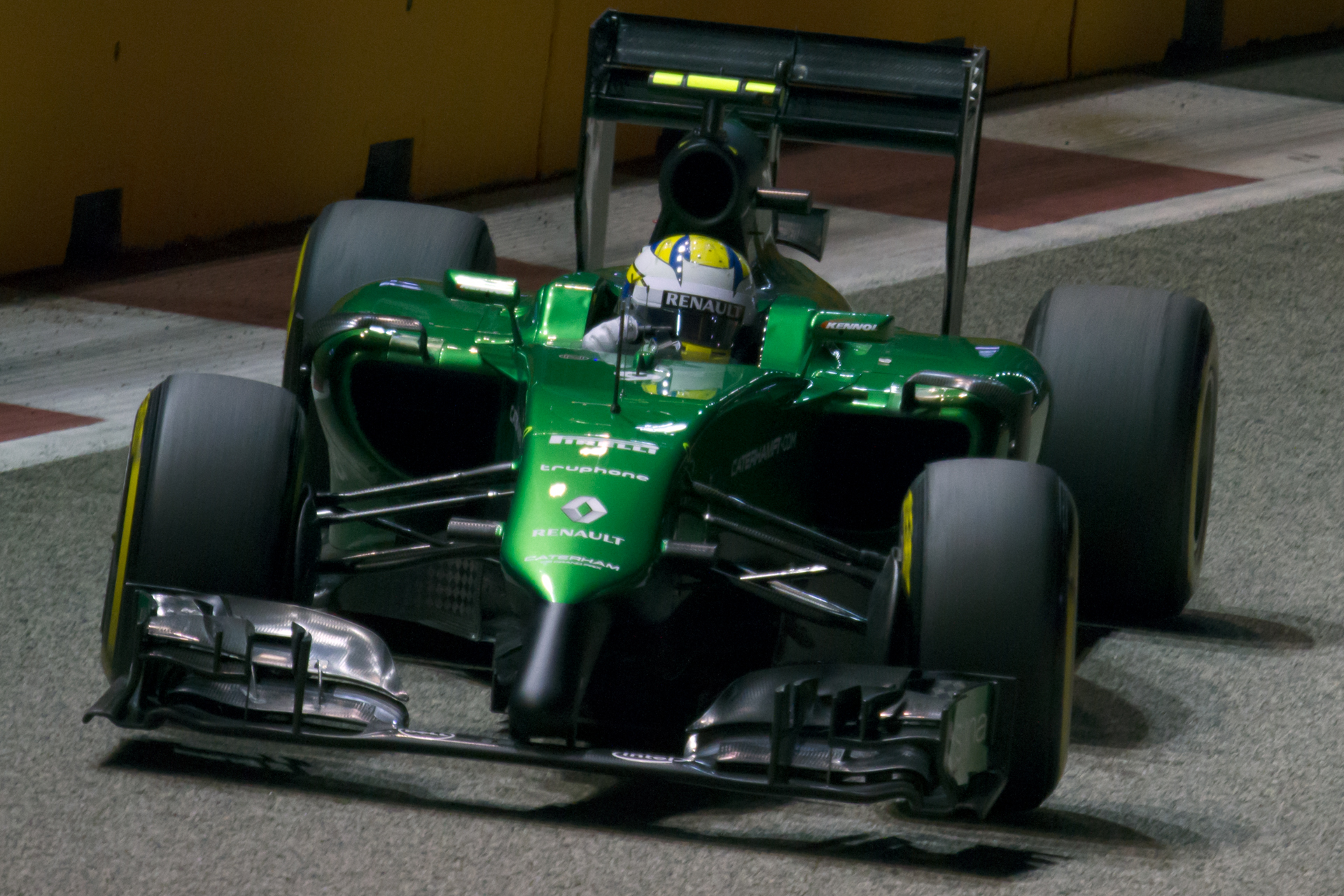
Ericsson en el GP de Singapur 2014 de Fórmula 1.

Ericsson y Kamui Kobayashi fueron los pilotos titulares del equipo Caterham en 2014, con Robin Frijns como piloto reserva. En su primera carrera acabó en el puesto 20 en el Gran Premio de Australia y logró terminar 14.º en su segunda carrera. En el GP de Mónaco, se quedó a las puertas de puntuar, consiguiendo su mejor resultado del año (11.º).

#### Sauber (2015-2018)

##### 2015
El 12 de noviembre de 2014, tanto Ericsson como Caterham anuncian la desvinculación de ambas partes y el término inmediato del contrato del sueco. Esto significa que se perdería los eventos en Abu Dabi, fecha del calendario en el que el equipo malayo retomara sus actividades en el campeonato. Poco después fue contratado por el equipo Sauber F1 Team para la temporada siguiente. En su debut con Sauber en el GP de Australia, logró obtener sus primeros puntos en la F1 al terminar 8.º, que a la postre sería su mejor resultado en la categoría. En el Gran Premio de Malasia logró llegar a la Q3 en la clasificación acabando en el noveno puesto en la parrilla de salida. Sumó otros cinco puntos en cuatro carreras, finalizando 17.º en el campeonato con el tercer peor coche de la parrilla. En el descanso de verano, él y su compañero Felipe Nasr renovaron contrato hasta 2016.

##### 2016
En 2016, Sauber se perdió las pruebas de pretemporada debido a problemas financieros que afectaron el desarrollo de su coche para 2016. Ericsson estaba en el puesto 15 antes de un problema de potencia en Australia que le hizo abandonar y condujo una buena carrera para terminar duodécimo en Baréin en la siguiente ronda. Corrió fuera de los puntos en China, pero constantemente cayó al decimosexto aun así cuatro puestos por delante de Nasr. En Rusia venció a Nasr una vez más y acabó el decimocuarto. En España volvió a ser fantástico ya que fue decimosegundo, pero en Mónaco se estrelló contra su compañero de equipo torpemente, lo que arruinó su próxima carrera en Canadá ya que comenzó en la parte de atrás debido a una penalización en la parrilla. Tuvo una mala racha en las siguientes carreras, con 17.º puesto en Bakú y 15.º en Austria, con choques de calificación en Silverstone y Hungría que lo obligaron a comenzar desde el pit lane. Otro mal par de carreras siguió en Hockenheim y Spa, pero después de eso volvió a rendir adecuadamente. En Monza, maximizó el coche terminando décimo sexto mientras que en Singapur hizo Q2 y estuvo cerca de anotar su primer punto hasta un error estratégico del equipo. Corrió cerca de puntos en Malasia y Suzuka, derrotando a su compañero de equipo en la clasificación y en la carrera. En Austin, corrió undécimo para la duración de la carrera, pero retrocedió en las últimas vueltas y en México tras tener un accidente de la primera vuelta finalizó undécimo, justo fuera de los puntos. Marcus acabaría la temporada sin puntuar en ninguna carrera acabando como último piloto en la clasificación final. A final de temporada vuelve a renovar hasta 2017.

##### 2017
La campaña de Ericsson 2017 no comenzó bien ya que tuvo que retirarse debido a un problema hidráulico en Australia. Calificó 14 ° y terminó 15 ° en China. Luchó para igualar a su compañero de equipo Pascal Wehrlein en Baréin con su carrera terminando en otro decepcionante retiro debido a la caja de cambios. Terminó 15.º en Rusia venciendo a su compañero de equipo por primera vez en la temporada. Ericsson obtuvo su mejor resultado de la temporada en el puesto 11. Sauber tuvo un forrcejeo en Mónaco con Ericsson tras chocar contra la barrera mientras adelantaba al auto de seguridad para subir a la vuelta del líder. Terminó 13° en Canadá, una vuelta detrás del ganador. Luchó salvajemente por puntos en Azerbaiyán con su compañero de equipo pero al final, finalizó otra carrera dura sin puntos. Ericsson también acabó esta temporada 2017 sin lograr ningún punto.

##### 2018

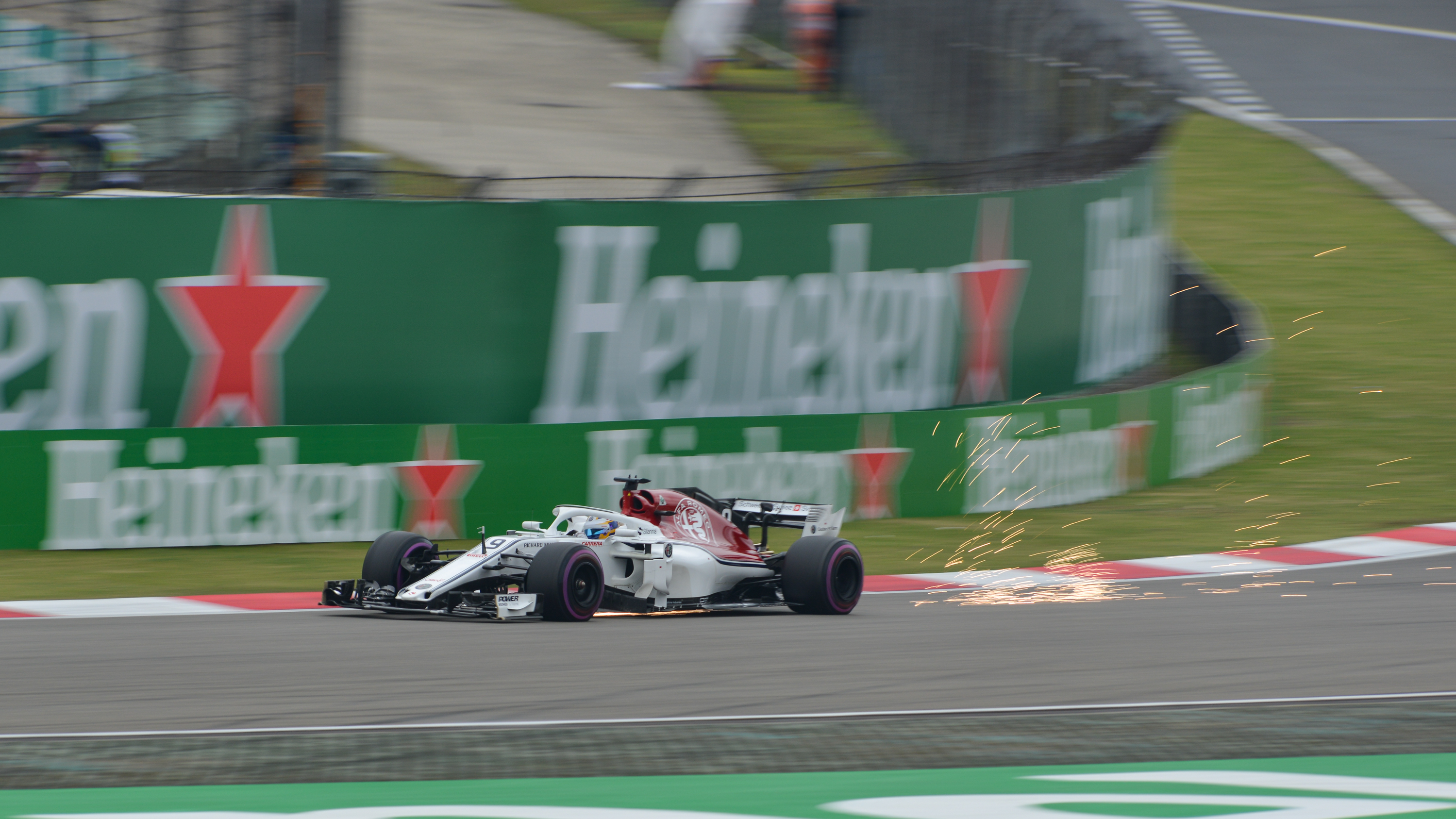
Ericsson corriendo el GP de China de 2018.

Ericsson y el debutante Charles Leclerc fueron la dupla de pilotos de Sauber, equipo que ahora contaba con apoyo de Alfa Romeo. Puntuó en Baréin, después de más de dos años sin sumar puntos. Repitió esto en varias ocasiones, aunque siendo relegado en la sumatoria por su compañero. La escudería suiza no renovó al piloto sueco y la siguiente temporada fue reemplazado por el italiano Antonio Giovinazzi.

### IndyCar Series
Su debut en la IndyCar Series se anunció en octubre de 2018, luego de que se anunciara que no tendría lugar en Sauber en 2019. Corrió esa primera temporada con Schmidt Peterson Motorsports. Terminó segundo en la carrera 2 en el Gran Premio de Detroit, logrando su primer podio en la categoría. Terminó 17.º en el campeonato.
En 2020, pasó al equipo Chip Ganassi Racing, el cual añadió un tercer monoplaza a su plantilla. Fue compañero de Scott Dixon (quien ganó el título) y de su compatriota Felix Rosenqvist. Ericsson no logró ningún podio, finalizando el campeonato en el puesto 12, uno atrás de Rosenqvist.
En la carrera 1 de Detroit de 2021, Ericsson logró su primer triunfo en IndyCar Series. Cuatro carreras más tarde, en el Gran Premio de la Ciudad de la Música (Nashville), volvió a ganar. En la temporada, acumuló 12 top 10 para lograr un sexto puesto general.
En 2022, Ericsson triunfó en las 500 Millas de Indianápolis, siendo el segundo sueco en lograrlo luego de Kenny Bräck en 1999. Además consiguió un segundo puesto en Road America, un tercer puesto en Texas, y doce to p10 en 17 carreras, repitiendo la sexta posición en el campeonato.
Para el 2024 competirá con el equipo de Andretti.

## Resumen de carrera
| Temporada | Categoría               | Equipo                             | Carreras     | Victorias    | Poles        | VR           | Podios       | Puntos       | Pos.         |
| --------- | ----------------------- | ---------------------------------- | ------------ | ------------ | ------------ | ------------ | ------------ | ------------ | ------------ |
| 2007      | Fórmula BMW Reino Unido | Fortec Motorsport                  | 18           | 7            | 11           | 6            | 13           | 676          | 1.º          |
| 2008      | Fórmula 3 Británica     | Fortec Motorsport                  | 20           | 2            | 1            | 0            | 3            | 65           | 5.º          |
| 2008      | Gran Premio de Macao    | Carlin Motorsport                  | 1            | 0            | 0            | 0            | 0            | N/A          | DNF          |
| 2009      | Fórmula 3 Británica     | Räikkönen Robertson Racing         | 6            | 2            | 1            | 0            | 3            | 65           | 11.º         |
| 2009      | Fórmula 3 Japonesa      | TOM'S                              | 16           | 5            | 5            | 9            | 11           | 112          | 1.º          |
| 2009      | Gran Premio de Macao    | TOM'S                              | 1            | 0            | 1            | 0            | 0            | N/A          | 4.º          |
| 2009-10   | GP2 Asia Series         | ART Grand Prix                     | 2            | 0            | 0            | 0            | 0            | 0            | 24.º         |
| 2009-10   | GP2 Asia Series         | Super Nova Racing                  | 2            | 0            | 0            | 0            | 0            | 0            | 24.º         |
| 2010      | GP2 Series              | Super Nova Racing                  | 20           | 1            | 0            | 0            | 1            | 11           | 17.º         |
| 2011      | GP2 Series              | iSport International               | 18           | 0            | 0            | 0            | 2            | 25           | 10.º         |
| 2011      | GP2 Asia Series         | iSport International               | 4            | 0            | 0            | 0            | 1            | 9            | 6.º          |
| 2011      | GP2 Final               | iSport International               | 2            | 0            | 0            | 0            | 1            | 10           | 2.º          |
| 2012      | GP2 Series              | iSport International               | 24           | 1            | 0            | 1            | 5            | 124          | 8.º          |
| 2013      | GP2 Series              | DAMS                               | 22           | 1            | 2            | 3            | 5            | 121          | 6.º          |
| 2014      | Fórmula 1               | Caterham F1 Team                   | 16           | 0            | 0            | 0            | 0            | 0            | 19.º         |
| 2015      | Fórmula 1               | Sauber F1 Team                     | 19           | 0            | 0            | 0            | 0            | 9            | 17.º         |
| 2016      | Fórmula 1               | Sauber F1 Team                     | 21           | 0            | 0            | 0            | 0            | 0            | 22.º         |
| 2017      | Fórmula 1               | Sauber F1 Team                     | 20           | 0            | 0            | 0            | 0            | 0            | 21.º         |
| 2018      | Fórmula 1               | Alfa Romeo Sauber F1 Team          | 21           | 0            | 0            | 0            | 0            | 9            | 17.º         |
| 2019      | IndyCar Series          | Arrow Schmidt Peterson Motorsports | 16           | 0            | 0            | 1            | 1            | 290          | 17.º         |
| 2020      | IndyCar Series          | Chip Ganassi Racing                | 14           | 0            | 0            | 1            | 0            | 291          | 12.º         |
| 2021      | IndyCar Series          | Chip Ganassi Racing                | 16           | 2            | 0            | 1            | 3            | 435          | 6.º          |
| 2022      | IndyCar Series          | Chip Ganassi Racing                | 17           | 1            | 0            | 1            | 3            | 506          | 6.º          |
| 2023      | IndyCar Series          | Chip Ganassi Racing                | 17           | 1            | 0            | 0            | 3            | 438          | 6.º          |
| 2024      | IndyCar Series          | Andretti Global                    | 17           | 0            | 0            | 2            | 1            | 297          | 15.º         |
| 2025      | IndyCar Series          | Andretti Global                    | Disputándose | Disputándose | Disputándose | Disputándose | Disputándose | Disputándose | Disputándose |
| Fuente:   |                         |                                    |              |              |              |              |              |              |              |

## Resultados

### GP2 Asia Series
(Clave) (negrita indica pole position) (cursiva indica vuelta rápida puntuable)
| Año     | Escudería            | 1    | 1    | 2    | 2    | 3    | 3    | 4    | 4    | Pos. | Puntos | Ref.   |
| ------- | -------------------- | ---- | ---- | ---- | ---- | ---- | ---- | ---- | ---- | ---- | ------ | ------ |
| 2009-10 |                      | YMC1 | YMC1 | YMC2 | YMC2 | SAK1 | SAK1 | SAK2 | SAK2 | 24.º | 0      | [ 16 ] |
| 2009-10 | ART Grand Prix       | 11   | 12   |      |      |      |      |      |      | 24.º | 0      | [ 16 ] |
| 2009-10 | Super Nova Racing    |      |      | 17†  | 12   |      |      |      |      | 24.º | 0      | [ 16 ] |
| 2011    | iSport International | YMC  | YMC  | IMO  | IMO  |      |      |      |      | 6.º  | 9      | [ 17 ] |
| 2011    | iSport International | 4    | 3    | 10   | 16   |      |      |      |      | 6.º  | 9      | [ 17 ] |

### GP2 Series
(Clave) (negrita indica pole position) (cursiva indica vuelta rápida puntuable)

| Año  | Escudería            | 1   | 1   | 2   | 2   | 3   | 3   | 4   | 4   | 5   | 5   | 6   | 6   | 7   | 7   | 8   | 8   | 9   | 9   | 10  | 10  | 11  | 11  | 12  | 12  | Pos. | Puntos | Ref.   |
| ---- | -------------------- | --- | --- | --- | --- | --- | --- | --- | --- | --- | --- | --- | --- | --- | --- | --- | --- | --- | --- | --- | --- | --- | --- | --- | --- | ---- | ------ | ------ |
| 2010 | Super Nova Racing    | BAR | BAR | MON | MON | EST | EST | VAL | VAL | SIL | SIL | HOC | HOC | BUD | BUD | SPA | SPA | MNZ | MNZ | YMC | YMC |     |     |     |     | 17.º | 11     | [ 18 ] |
| 2010 | Super Nova Racing    | 11  | Ret | 12  | 9   | Ret | Ret | 7   | 1   | 12  | 18  | 6   | Ret | 12  | 10  | 13  | 7   | Ret | 11  | 11  | Ret |     |     |     |     | 17.º | 11     | [ 18 ] |
| 2011 | iSport International | EST | EST | BAR | BAR | MON | MON | VAL | VAL | SIL | SIL | NÜR | NÜR | BUD | BUD | SPA | SPA | MNZ | MNZ |     |     |     |     |     |     | 10.º | 25     | [ 19 ] |
| 2011 | iSport International | 9   | 8   | 5   | 3   | Ret | Ret | Ret | 11  | 3   | 4   | 5   | 16† | 5   | 16  | Ret | 12  | 14  | 8   |     |     |     |     |     |     | 10.º | 25     | [ 19 ] |
| 2012 | iSport International | KUA | KUA | SAK | SAK | SAK | SAK | BAR | BAR | MON | MON | VAL | VAL | SIL | SIL | HOC | HOC | BUD | BUD | SPA | SPA | MNZ | MNZ | SIN | SIN | 8.º  | 124    | [ 20 ] |
| 2012 | iSport International | 13  | Ret | 13  | 16  | 7   | 7   | 13  | 22  | 2   | 4   | 2   | Ret | 21  | 7   | 11  | 15  | 18  | Ret | 1   | 4   | 3   | 7   | 7   | 2   | 8.º  | 124    | [ 20 ] |
| 2013 | DAMS                 | KUA | KUA | SAK | SAK | BAR | BAR | MON | MON | SIL | SIL | NÜR | NÜR | BUD | BUD | SPA | SPA | MNZ | MNZ | SIN | SIN | YMC | YMC |     |     | 6.º  | 121    | [ 21 ] |
| 2013 | DAMS                 | Ret | 13  | 13  | Ret | Ret | 20  | Ret | 18  | 11  | 8   | 1   | 13  | 2   | 4   | 2   | 15  | Ret | 23  | 7   | 2   | 3   | 6   |     |     | 6.º  | 121    | [ 21 ] |

### Fórmula 1
(Clave) (negrita indica pole position) (cursiva indica vuelta rápida)

| Año     | Escudería                 | 1       | 2       | 3       | 4      | 5      | 6       | 7       | 8      | 9       | 10      | 11      | 12     | 13      | 14      | 15      | 16      | 17     | 18      | 19     | 20      | 21      | Pos. | Puntos |
| ------- | ------------------------- | ------- | ------- | ------- | ------ | ------ | ------- | ------- | ------ | ------- | ------- | ------- | ------ | ------- | ------- | ------- | ------- | ------ | ------- | ------ | ------- | ------- | ---- | ------ |
| 2014    | Caterham F1 Team          | AUS Ret | MYS 14  | BHR Ret | CHN 20 | ESP 20 | MON 11  | CAN Ret | AUT 18 | GBR Ret | GER 18  | HUN Ret | BEL 17 | ITA 19  | SIN 15  | JPN 17  | RUS 19  | USA    | BRA     | ABU    |         |         | 19.º | 0      |
| 2015    | Sauber F1 Team            | AUS 8   | MYS Ret | CHN 10  | BHR 14 | ESP 14 | MON 13  | CAN 14  | AUT 13 | GBR 11  | HUN 10  | BEL 10  | ITA 9  | SIN 11  | JPN 14  | RUS Ret | USA Ret | MEX 12 | BRA 16  | ABU 14 |         |         | 18.º | 9      |
| 2016    | Sauber F1 Team            | AUS Ret | BHR 12  | CHN 16  | RUS 14 | ESP 12 | MON Ret | CAN 15  | EUR 17 | AUT 15  | GBR Ret | HUN 20  | GER 18 | BEL Ret | ITA 16  | SIN 17  | MYS 12  | JPN 15 | USA 14  | MEX 11 | BRA Ret | ABU 15  | 22.º | 0      |
| 2017    | Sauber F1 Team            | AUS Ret | CHN 15  | BHR Ret | RUS 15 | ESP 11 | MON Ret | CAN 13  | AZE 11 | AUT 15  | GBR 14  | HUN 16  | BEL 16 | ITA Ret | SIN Ret | MYS 18  | JPN Ret | USA 15 | MEX Ret | BRA 13 | ABU 17  |         | 21.º | 0      |
| 2018    | Alfa Romeo Sauber F1 Team | AUS Ret | BHR 9   | CHN 16  | AZE 11 | ESP 13 | MON 11  | CAN 15  | FRA 13 | AUT 10  | GBR Ret | GER 9   | HUN 15 | BEL 10  | ITA 15  | SIN 11  | RUS 13  | JPN 12 | USA 10  | MEX 9  | BRA Ret | ABU Ret | 17.º | 9      |
| Fuente: |                           |         |         |         |        |        |         |         |        |         |         |         |        |         |         |         |         |        |         |        |         |         |      |        |

### IndyCar Series
(Clave) (negrita indica pole position) (cursiva indica vuelta rápida)

| Año   | Escudería                          | Motor | 1   | 2   | 3   | 4   | 5   | 6    | 7    | 8   | 9   | 10  | 11  | 12  | 13  | 14  | 15  | 16  | 17  | 18  | Pos. | Puntos | Ref.   |
| ----- | ---------------------------------- | ----- | --- | --- | --- | --- | --- | ---- | ---- | --- | --- | --- | --- | --- | --- | --- | --- | --- | --- | --- | ---- | ------ | ------ |
| 2019  | Arrow Schmidt Peterson Motorsports | Honda | STP | COA | ALA | LBH | IMS | INDY | DET  | DET | TXS | RDA | TOR | IOW | MDO | POC | GTW | POR | LAG |     | 17.º | 290    | [ 22 ] |
| 2019  | Arrow Schmidt Peterson Motorsports | Honda | 20  | 15  | 7   | 20  | 24  | 23   | 13   | 2   | 7   | 13  | 20  | 11  | 23  | 12  | 16  |     | 11  |     | 17.º | 290    | [ 22 ] |
| 2020  | Chip Ganassi Racing                | Honda | TEX | IMS | ROA | ROA | IOW | IOW  | INDY | GTW | GTW | MDO | MDO | IMS | IMS | STP |     |     |     |     | 12.º | 291    | [ 23 ] |
| 2020  | Chip Ganassi Racing                | Honda | 19  | 6   | 10  | 4   | 9   | 9    | 32   | 5   | 23  | 15  | 5   | 10  | 15  | 7   |     |     |     |     | 12.º | 291    | [ 23 ] |
| 2021  | Chip Ganassi Racing                | Honda | ALA | STP | TXS | TXS | IMS | INDY | DET  | DET | ROA | MDO | NSH | IMS | GTW | POR | LAG | LBH |     |     | 6.º  | 435    | [ 24 ] |
| 2021  | Chip Ganassi Racing                | Honda | 8   | 7   | 19  | 12  | 10  | 11   | 1    | 9   | 6   | 2   | 1   | 9   | 9   | 7   | 6   | 28  |     |     | 6.º  | 435    | [ 24 ] |
| 2022  | Chip Ganassi Racing                | Honda | STP | TXS | LBH | ALA | IMS | INDY | DET  | ROA | MDO | TOR | IOW | IOW | IMS | NSH | GAT | POR | LAG |     | 6.º  | 506    | [ 25 ] |
| 2022  | Chip Ganassi Racing                | Honda | 9   | 3   | 22  | 12  | 4   | 1    | 7    | 2   | 6   | 5   | 8   | 6   | 11  | 14  | 7   | 11  | 9   |     | 6.º  | 506    | [ 25 ] |
| 2023  | Chip Ganassi Racing                | Honda | STP | TXS | LBH | ALA | IMS | INDY | DET  | ROA | MDO | TOR | IOW | IOW | NSH | IMS | GAT | POR | LAG |     | 6.º  | 438    |        |
| 2023  | Chip Ganassi Racing                | Honda | 1   | 8   | 3   | 10  | 8   | 2    | 9    | 6   | 27  | 11  | 4   | 9   | 7   | 10  | 10  | 7   | 15  |     | 6.º  | 438    |        |
| 2024  | Andretti Global                    | Honda | STP | THE | LBH | ALA | IGP | INDY | DET  | ROA | LAG | MDO | IOW | IOW | TOR | GAT | POR | MIL | MIL | NSH | 15.º | 297    |        |
| 2024  | Andretti Global                    | Honda | 23  | DNQ | 5   | 18  | 16  | 32   | 2    | 9   | 10  | 5   | 9   | 23  | 18  | 24  | 6   | 26  | 5   | 25  | 15.º | 297    |        |
| 2025* | Andretti Global                    | Honda | STP | THE | LBH | ALA | IGP | INDY | DET  | GAT | ROA | MDO | IOW | IOW | TOR | LAG | POR | MIL | NSH |     | 20.º | 208    |        |
| 2025* | Andretti Global                    | Honda | 6   | 21  | 12  | 20  | 26  | 31   | 13   | 13  | 21  | 12  | 15  | 22  | 5   | 25  | 22  |     |     |     | 20.º | 208    |        |

- * Temporada en progreso.